# Shine girls
Shine girls（シャインガールズ）は日本の女性ダンスボーカルグループである。略称は「しゃいがる」。株式会社おおきにエンターテイメントの「パフォーマー、アーティスト育成プロジェクト第１弾」により誕生した。

## 概要
- 2019年7月、株式会社おおきにエンターテイメントの「パフォーマー、アーティスト育成プロジェクト第１弾」のオーディションにより選ばれた楠奈瀬(ななせ)、真希(まき)、未夢(みゆ)、琉香(るか)の４人組で結成される。
- 2019年8月24日、幕張新都心チャリティフェスティバルにて初披露される。

- 2019年9月2日おおきにの日にShinegirlsデビュー

- 2019年10月12日、1stシングル「SUPERSTAR」がリリース。
- 2019年12月7日Shinegirls初のワンマンライブを長堀橋WAXにて披露した。
- 2021年9月2日、公式Twitterにて同年11月27日を以て解散することが発表された。

## メンバー
| 名前          | 英語表記 | 生年月日               | 出身地 | 加入時期                   | カラー   | 備考     |
| ------------- | -------- | ---------------------- | ------ | -------------------------- | -------- | -------- |
| 楠奈瀬 ななせ | NANASE   | 1996年5月17日（28歳）  | 大阪府 | 2019年7月 （結成メンバー） | イエロー | リーダー |
| 真希 まき     | MAKI     | 1997年7月14日（27歳）  |        | 2019年7月 （結成メンバー)  | ブルー   |          |
| 未夢 みゆ     | MIYU     | 2000年1月26日（25歳）  |        | 2019年7月 （結成メンバー） | グリーン |          |
| 琉香 るか     | LUKA     | 1999年12月11日（25歳） |        | 2019年7月 （結成メンバー） | ピンク   |          |

## 作品

### シングル
| 枚 | リリース       | タイトル  | 形態 | 収録アルバム | 最高位 |
| -- | -------------- | --------- | ---- | ------------ | ------ |
| 1  | 2019年10月12日 | SUPERSTAR | CD   | —            | —      |
|    |                |           |      |              |        |